# ألكسندر كومستوك كيرك
ألكسندر كومستوك كيرك (بالإنجليزية: Alexander Comstock Kirk)‏ هو دبلوماسي ومحامي أمريكي، ولد في 26 نوفمبر 1888 في شيكاغو في الولايات المتحدة، وتوفي في 23 مارس 1979 في توسان في الولايات المتحدة.